# Urogymnus
Genre
Urogymnus est un genre de raies de la famille des Dasyatidae.

## Liste des espèces
Selon World Register of Marine Species (4 décembre 2022) :
- Urogymnus acanthobothrium  Last, White & Kyne, 2016
- Urogymnus asperrimus (Bloch & Schneider, 1801) -- Raie porc-épic
- Urogymnus dalyensis  (Last & Manjaji-Matsumoto, 2008)
- Urogymnus granulatus  (Macleay, 1883)
- Urogymnus lobistoma  (Manjaji-Matsumoto & Last, 2006)
- Urogymnus polylepis (Himantura polylepis) (Bleeker, 1852)

ITIS (24 septembre 2014) y ajoute l'espèce Urogymnus africanus (Bloch & Schneider, 1801), considérée comme synonyme de Urogymnus asperrimus par WoRMS.